# Stieg 15 (Quedlinburg)

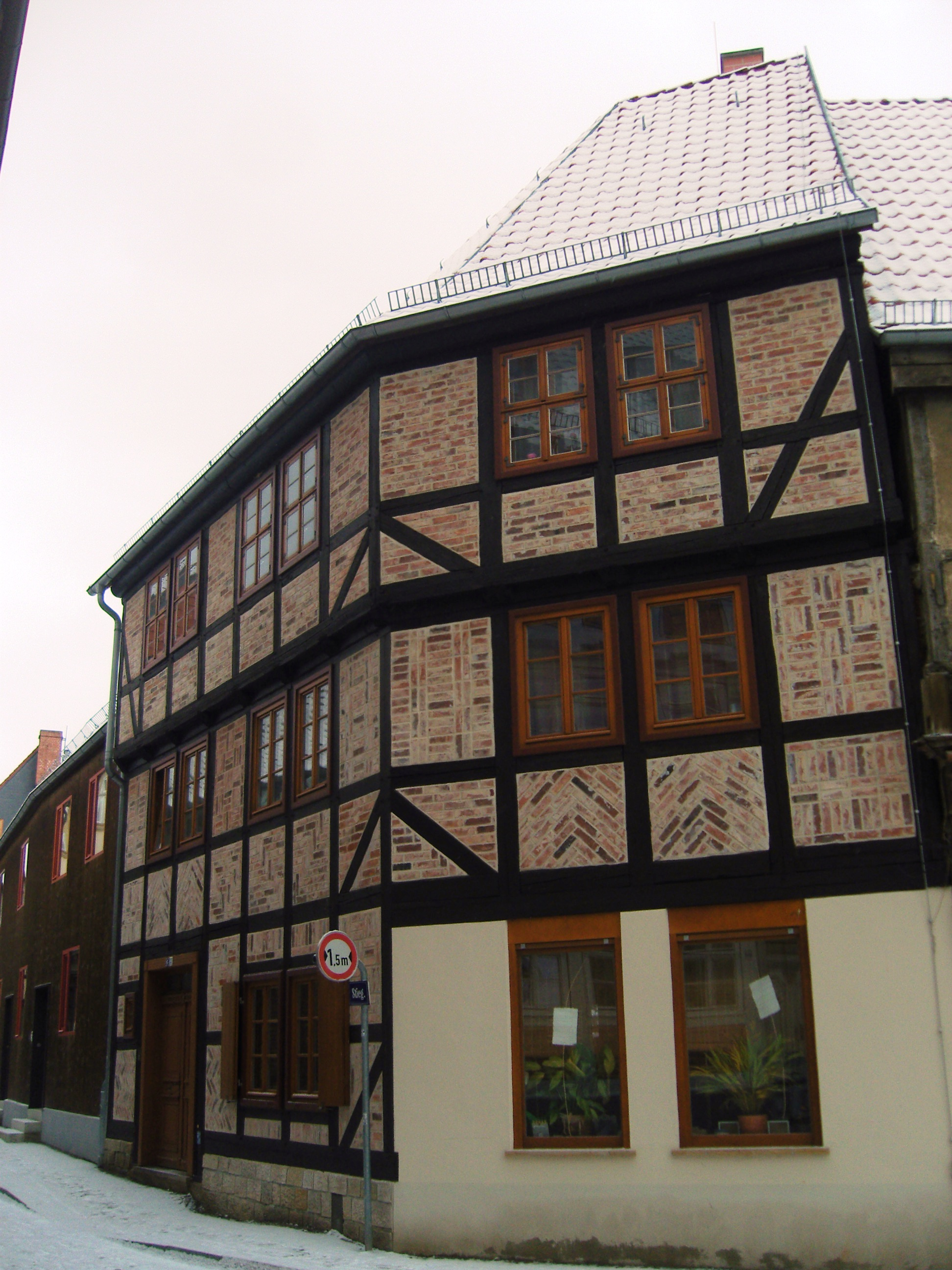
Haus Stieg 15

Das Haus Stieg 15 ist ein denkmalgeschütztes Gebäude in der Stadt Quedlinburg in Sachsen-Anhalt.

## Lage
Es befindet sich östlich des Marktplatzes der Stadt an der Einmündung der Straße Stieg auf die Straße Pölle und gehört zum UNESCO-Weltkulturerbe. Im Quedlinburger Denkmalverzeichnis ist es als Wohnhaus eingetragen.

## Architektur und Geschichte
Das Fachwerkhaus stammt aus der Zeit um 1760 und ist als Eckbau angelegt. Das Erdgeschoss ist sehr hoch gebaut und verfügt über ein Zwischengeschoss, in welchem die Fenster in Form einer Fensterreihung angeordnet waren. Im Obergeschoss sind die Fenster gekuppelt. In der Zeit um 1900 wurde das Haus verputzt, wobei zugleich eine Verzierung mit Jugendstildekorationen erfolgte. Ende der 1990er Jahre war das Haus dringend sanierungsbedürftig. Es erfolgte dann eine Instandsetzung, wobei die Verputzung und die Fensterreihung entfernt wurde. Die Fenster des Zwischengeschosses sind jetzt identisch mit denen des Obergeschosses angeordnet. Ein im Ostteil zeitweise im Erdgeschoss eingefügtes Ladengeschäft wurde bei der Sanierung entfernt. Auch die Anordnung von Tür und Fenstern im westlichen Erdgeschoss wurde verändert.